# عبدالحق بن شیخ
عبدالحق بن شیخ (عربی: عبد الحق بن شيخة؛ زادهٔ ۲۲ نوامبر ۱۹۶۳) یک مربی فوتبال اهل الجزایر است.
از باشگاه‌هایی که در آن بازی کرده‌است می‌توان به باشگاه فوتبال مولودیه الجزایر اشاره کرد.